# 아라비아저드
아라비아저드(Meriones arimalius)는 쥐과 메리오네스속에 속하는 설치류의 일종이다. 오만과 사우디아라비아, 아랍에미리트에서 발견된다.